# Велики Могул
Велики Могул (енгл. Grand Mughal), архаичан назив за владара (падишаха) Могулског царства у Индији (1526-1858).

## Етимологија
У средњовековној Индији, реч могул првобитно је била назив за Монголе, а доцније за све муслиманске владаре у Индији.

## Историја
Велики Могул била је титула монголских освајача из династије Тимурида, који су владали муслиманским делом Индије 1526—1803. године. Од 1527. до 1658. владали су Могулским царством са престоницом у Агри, а после тога у Делхију. Као британски вазали одржали су се до 1858, када је њихова држава и формално укинута, пошто је последњи владар (Бахадур Шах II) подржао устанике током Индијског устанка 1857. године.